# 8809 Roversimonaco
8809 Roversimonaco eller 1981 WE1 är en asteroid i huvudbältet som upptäcktes den 24 november 1981 av den amerikanske astronomen Edward L.G. Bowell vid Anderson Mesa Station. Den är uppkallad efter Fabio Roversi Monaco.
Asteroiden har en diameter på ungefär 5 kilometer.